# Her Decision
Her Decision è un film muto del 1918 diretto da Jack Conway.

## Produzione
Il film fu prodotto dalla Triangle Film Corporation.

## Distribuzione
Distribuito dalla Triangle Distributing, uscì nelle sale cinematografiche statunitensi il 12 maggio 1918.